# Hinterbug
Hinterbug ist ein Gemeindeteil der Stadt Gefrees im Landkreis Bayreuth (Oberfranken, Bayern). Hinterbug liegt in der Gemarkung Streitau.

## Geografie
Die Einöde liegt im Buger Holz. Eine Gemeindeverbindungsstraße führt zur Kreisstraße HO 22 (0,2 km nordwestlich) bzw. die Bahnstrecke Bamberg–Hof unterquerend nach Oberbuch (0,2 km südöstlich).

## Geschichte
Von 1797 bis 1810 unterstand Hinterbug dem Justiz- und Kammeramt Gefrees. Infolge des Ersten Gemeindeedikts wurde Hinterbug dem 1812 gebildeten Steuerdistrikt Streitau und der zugleich entstandenen Ruralgemeinde Streitau zugewiesen. Im Zuge der Gebietsreform in Bayern wurde Hinterbug am 1. Mai 1978 nach Gefrees eingemeindet.

### Einwohnerentwicklung
| Jahr      | 001812 | 001819 | 001861 | 001871 | 001885 | 001900 | 001925 | 001950 | 001961 | 001970 | 001987 |
| Einwohner | 10 *   | †      | 8      | 20     | 12     | 7      | 12     | 29     | 5      | 3      | 0      |
| Häuser    | 5 *    |        |        |        | 2      | 2      | 3      | 3      | 2      |        | 2      |
| Quelle    | [ 5 ]  | [ 8 ]  | [ 9 ]  | [ 10 ] | [ 11 ] | [ 12 ] | [ 13 ] | [ 14 ] | [ 15 ] | [ 16 ] | [ 1 ]  |

## Religion
Hinterbug ist nach St. Georg (Streitau) gepfarrt und evangelisch-lutherisch geprägt.